# Иоанн Воин

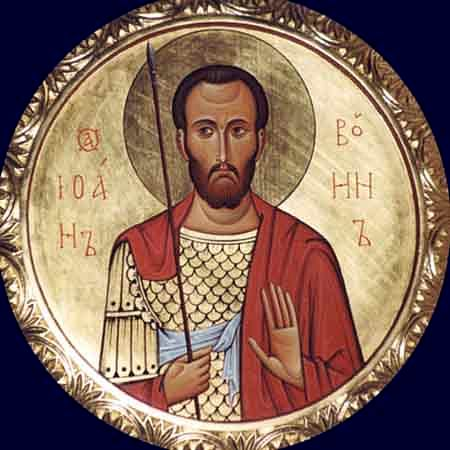

Святой мученик Иоа́нн Во́ин (Иоанн Воинственник, греч. Ἰωάννης ὁ στρατιώτης) — христианский святой. Иоанн по происхождению славянин. Жил в IV веке. Память совершается 30 июля (12 августа).

## Жизнеописание
Во времена гонений на христиан Иоанн Воин служил в войске римского императора Юлиана Отступника (361—363 годы) и был вынужден участвовать в этих гонениях. Тем не менее он содействовал христианам, предупреждая об очередной облаве или, способствуя побегам, посещал заточённых в темницах единоверцев. Святой Иоанн был милосерден не только к христианам, но и ко всем бедствующим и нуждающимся в участии: посещал больных, утешал скорбящих. Узнав о поддержке, которую Иоанн Воин оказывал христианам, император приказал заключить его в темницу, где мученик пробыл в ожидании казни. Но в 363 году император погиб в сражении с персами при Маранге, и Иоанн Воин был освобождён из-под стражи.

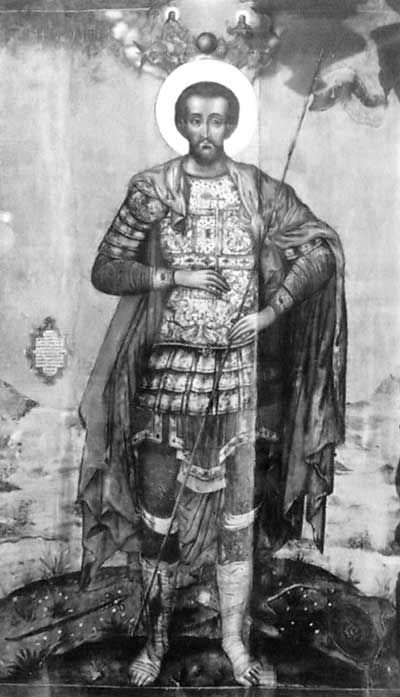

Точная дата смерти святого неизвестна, однако скончался он в глубокой старости. По преданию, он указал место своего погребения, явившись благочестивой женщине, после чего мощи святого были перенесены в церковь апостола Иоанна Богослова в Константинополе. Мощи Иоанна Воина считаются чудотворными. У святого просят заступничества и утешения обиженные и скорбящие.

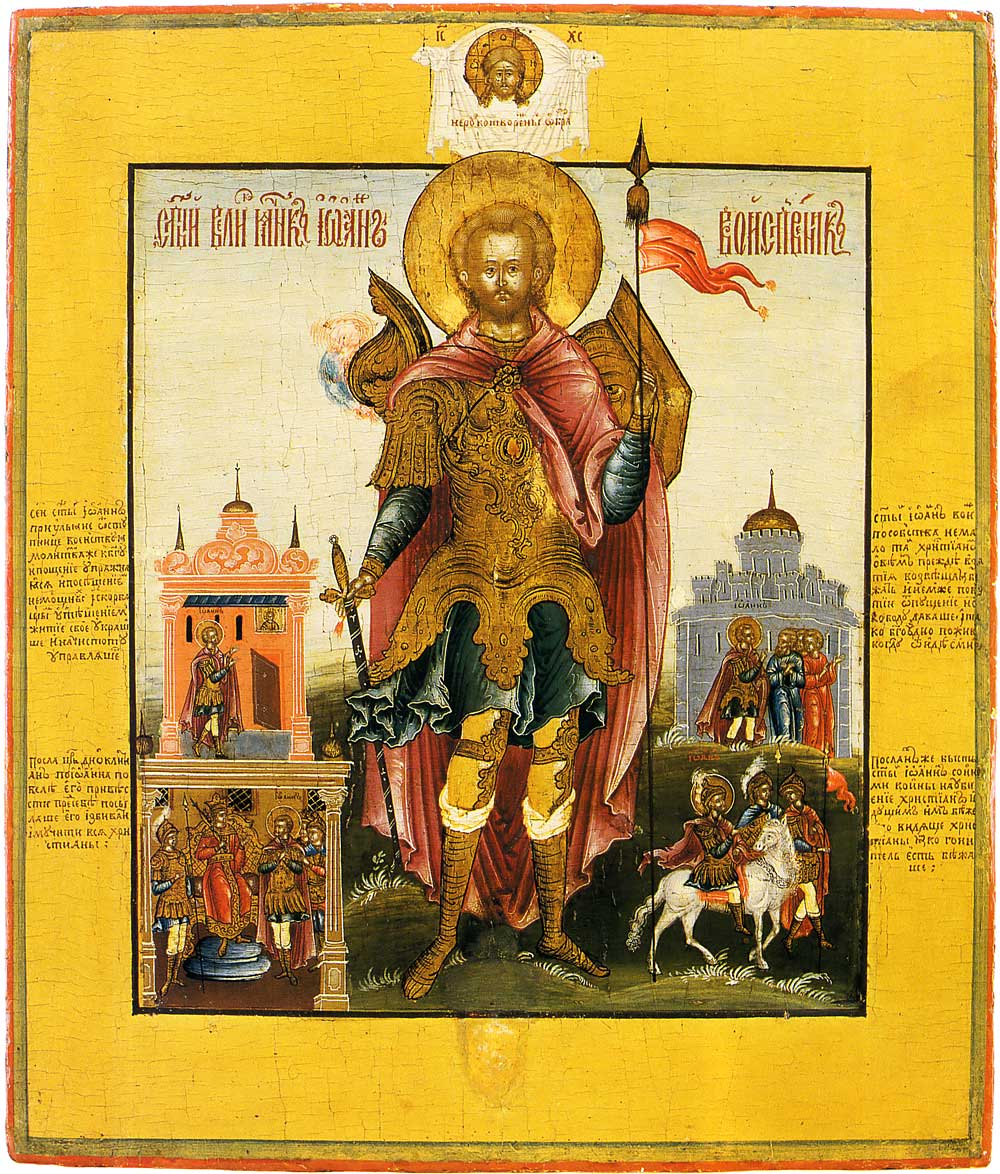

## Почитание
В русской православной традиции Иоанн Воин чтится как великий помощник в скорбях и обстояниях. Особенно широко почитание Святого Иоанна Воина было распространено на Украине. В «Сказании о святых» этому угоднику полагалась особая молитва об обретении украденных вещей и бежавших слуг. В Прологе об Иоанне Воине сказано, что он «изряднее рабом уходства удерживает, татьбы извещает и уличение яве творит». В Киевском Софийском соборе находилась икона Святого Иоанна Воина с молитвой и кондаком этому угоднику. В первой было написано: «О великий заступниче и угодниче Христов Иоанне Воинственниче! Помилуй раба твоего, сущаго в бедах, и скорбех, и во всякой злой напасти, и сохрани от всякаго зла, заступи от обидящаго человека. Тебе бо дана бысть таковая благодать от Бога». Или же в кондаке говорится: «О великий и всемилостивый страдальче Иоанне, дивный и страшный, небеснаго Царя воине! Приими моление от раба твоего и от настоящия бедя, от лукаваго человека, от злаго хищения и будущего мучения избави мя, верно вопиюща Ти аллилуйя». Также Святому Иоанну Воину молятся за тех, кто находятся в темницах и заточении.

## Тропарь
Глас 4

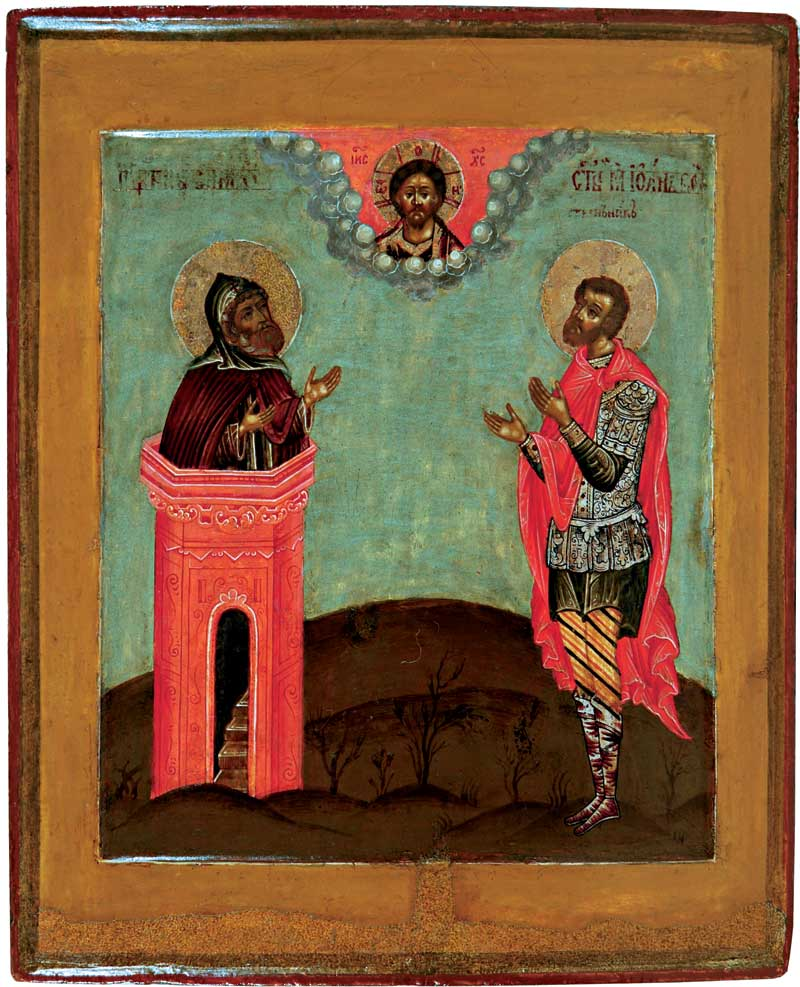

Всеблагаго Бога и Царя/ благоверный раб и воин явился еси, Иоанне чудодетелю,/ пострадав бо ради веры мужески,/ блаженно же скончав течение,/ зриши Всетворца Господа в Небесех светлейше./ От Негоже прием дарование чудес,/ страждущим человеком во всяких напастех помогаеши,/ укрепляеши воины в ратех,/ от врагов пленения, ран же и внезапных смертей и от бед лютых изымаеши./ Тем же моли Владыку Христа, приснопамятне,/ да во всяком обстоянии сотворит нам милость/ и не введет нас во искушения,// но спасет души наша, яко Человеколюбец.

## Иконография
Иоанн Воин изображается с непокрытой головой. Его лик обрамлен темными волосами и бородой. Он облачен в тельник, штаны, ноговцы, чешуйчатые доспехи (это намекает на то, что святой был конным воином) и плащ. Тремя непременными атрибутами Иоанна Воина являются крест (вера, пронесённая через все испытания), копьё (сила, данная Всевышним во имя войны со грехом и неверием) и щит (Господня защита от любых напастей).

## Храмы, посвящённые святому

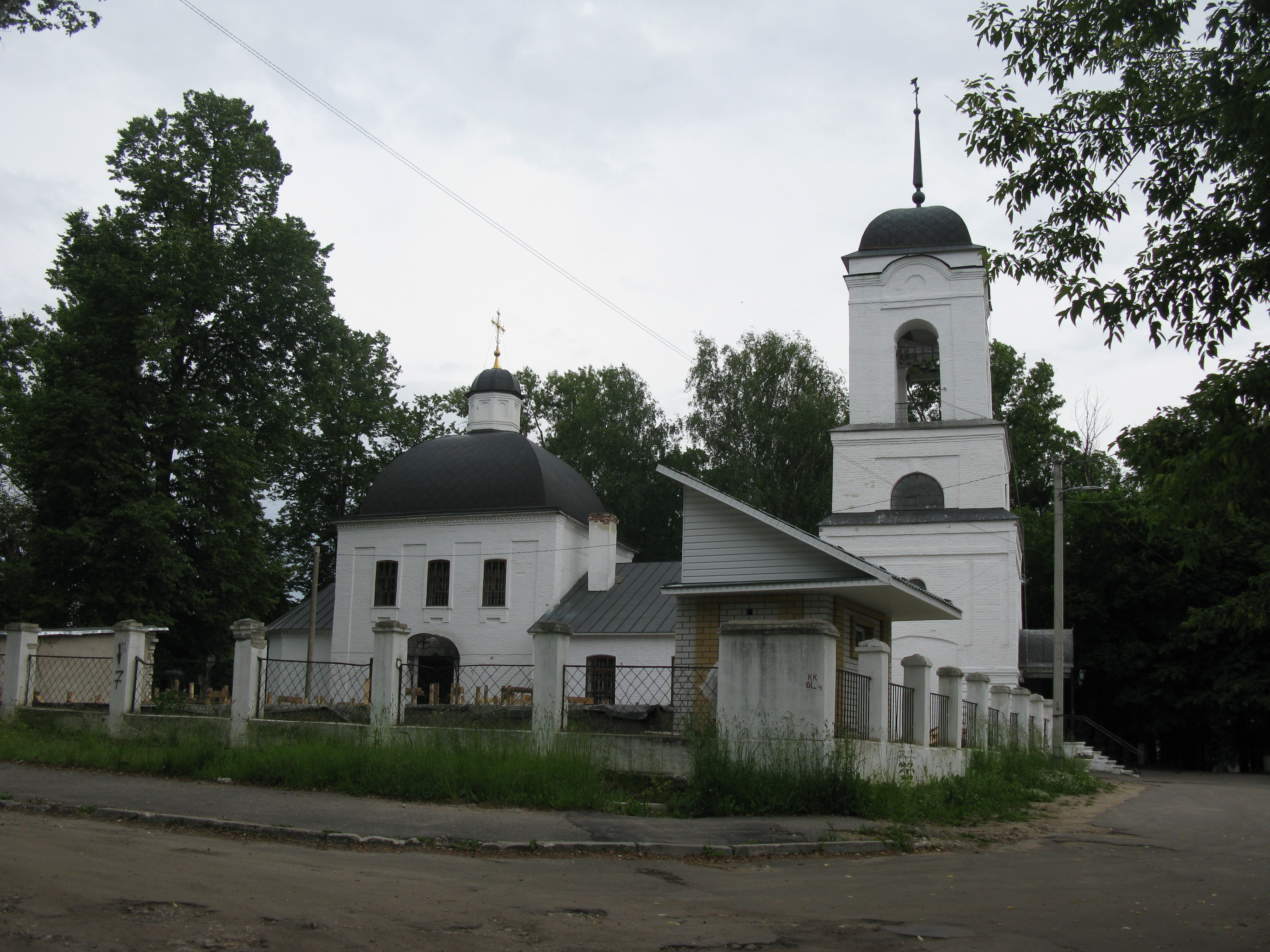
Храм Иоанна Воина в Коврове

- Церковь Иоанна Воина на Якиманке в Москве.
- Храм Иоанна Воина в Донецке (ДНР).
- Храм Иоанна Воина в Новокузнецке
- Храм Иоанна Воина в Берёзовском (посёлок Ново-Берёзовский)
- Храм Иоанна Воина в деревне Малое Верево (Ленинградская область)
- Храм Иоанна Воина в Ставрополе
- Церковь Иоанна Воина в Ростове-на-Дону
- Храм Иоанна Воина в Сызрани
- Храм Иоанна Воина в Брянске
- Храм Иоанна Воина в селе Миголощи, Боровичский район, Новгородская область
- Церковь Иоанна Воина в Богучаре (Воронежская область)
- Храм Иоанна Воина в Краснодаре
- Храм Иоанна Воина в посёлке Сады Придонья (Волгоградская область)
- Церковь Иоанна Воина в Коврове
- Храм-часовня Иоанна Воина в Парке Победы Чебоксар.
- Храм Иоанна Воина во Владикавказе[1]
- Храм Иоанна Воина в Иванове
- Храм Иоанна Воина в Самаре
- Храм Иоанна Воина в Челябинске[2]
- Церковь Иоанна Воина в Куяновке (Сумская область) Украина
- Приход в честь святого мученика и чудотворца Иоанна Воина в Перми (микрорайон Голованово)
- Храм святого мученика Иоанна Воина в Калуге
- Поклонный крест на месте возведения храма в деревне Бабенки в Троицком административном округе Москвы[3]
- Храм  во имя мученика Иоанна Воина села Кирга подворье Свято-Иннокентьевского женского монастыря [4]